# Alberto Aza Arias
Alberto Aza Arias (Tetuan, 23 de maig de 1937) és un diplomàtic espanyol. La seva esposa és catalana i té sis fills.

## Biografia
Llicenciat en dret i en filosofia i lletres per la Universitat d'Oviedo, va entrar a formar part del Servei Diplomàtic espanyol l'any 1965, com a diplomàtic de carrera. Va ocupar diversos càrrecs en la representacions diplomàtiques a Gabon, Algèria i Itàlia. El 1977 és nomenat sotsdirector general de l'Oficina d'Informació Diplomàtica, i aquest mateix any passaria a ser director del gabinet del President Adolfo Suárez. Quan Suárez dimití el 1981 l'acompanyà al Centro Democrático y Social, partit amb el qual fou candidat per la província de Huelva, però no fou elegit.
L'any 1985 és nomenat ambaixador observador permanent d'Espanya davant l'Organització d'Estats Americans. L'any 1990 ocupa el lloc d'ambaixador d'Espanya a Mèxic. El 1992 passa a encapçalar la representació diplomàtica a Londres. El 1999 tornà a Espanya com a Director de Serveis. Entre l'any 2000 i el 2002, proposat per Josep Piqué i Camps, ocupà el càrrec de director de l'Oficina d'Informació Diplomàtica.
Al setembre de 2002 és nomenat Secretari General de la Casa de Sa Majestat el Rei, com a preparació per ocupar-ne la prefectura, rellevant-ne a l'anterior Cap Fernando Almansa, vescomte d'Almansa. Per la seva sensibilitat amb la llengua i la cultura catalanes, el 2010 li fou atorgada la Creu de Sant Jordi.